# 문명화 (배구 선수)
문명화(1995년 9월 4일 ~ )은 대한민국의 여자 배구 선수이며, GS칼텍스 서울 KIXX 소속이다. 2014-2015시즌 여자 신인선수 드래프트에서 1라운드 4순위로 대전 KGC인삼공사에 입단하였다.
고등학교 1학년 때까지 큰 키가 컴플렉스인 평범한 학생이었으나, 그녀의 큰 키를 눈여겨 본, 부산 남성여자고등학교 배구부 감독 윤정혜가 한달 동안 끈질기게 설득한 끝에 고등학교 1학년 때 배구에 입문하였다. 문명화의 어머니인 김영희씨도 실업리그 배구선수였다.

## 프로리그

### 2014-2015 시즌
시즌 초반, 교체 선수로 간간히 출전하다, 센터진의 낮은 높이 때문에 팀이 고전하자 2라운드부터 주전 자리를 꿰찼다. 구력이 짧은 탓에 여러 방면이 미흡했지만, 경기가 거듭될수록 기본기를 스펀지처럼 흡수하면서 타고난 본인의 신체조건을 활용할 수 있게 되어 팀에 큰 보탬이 되었다. 주전으로서 꾸준히 좋은 모습을 보이며, 신인임에도 전문 위원회 추천으로 첫 올스타에 뽑혔다. 드래프트 당시에는 큰 기대가 없었으나, 블로킹 순위 9위에 오르는 등 경기가 지속될수록 놀라운 성장세를 이뤄냈다

### 2015-2016 시즌
시즌 중반까지 다소 부진한 모습을 보여, 성장세가 둔화된 것이 아닌가 하는 평가가 있었으나, 올스타 전 이후 다시 놀라운 성장세를 보이며 블럭 순위 4위까지 올라섰다. 공격력은 여전히 미흡하나, 팀 여건상 공격기회가 없다시피한 점을 고려할 때, 작년과 비교해 발전된 모습을 보여주었다. 블럭 위치나 이단 연결, 수비면에서 작년과 비교해 장족의 발전을 이루었다고 평가받지만, 아직까지 랠리 도중 공격 위치 선정이나 양쪽 날개가 가는 빠른 공격에 대한 블럭 대처 능력은 매우 미흡했다.

### 2016-2017 시즌
트레이드된 유희옥에게 주전 자리를 내주면서, 주로 백업 센터로 출전했다. 블럭 능력과 신체 조건은 장점이지만, 여전히 느린 스피드와 아직도 다듬어지지 않은 공격력이 주전 도약에 걸림돌이 되었다.

### 2017-2018 시즌
2017년 6월 4일 한송이, 시은미<->문명화, 김진희의 트레이드로 GS칼텍스 서울 KIXX로 이적하였다.

## 개인 기록
정규리그 기준
| 소속팀                  | 시즌    | 출장 | 출장 | 득점 | 공격 | 서브 | 블로킹 |
| 소속팀                  | 시즌    | 경기 | 세트 | 득점 | 공격 | 서브 | 블로킹 |
| ----------------------- | ------- | ---- | ---- | ---- | ---- | ---- | ------ |
| 대전 KGC인삼공사 배구단 | 2014-15 | 28   | 101  | 100  | 35   | 17   | 48     |
| 대전 KGC인삼공사 배구단 | 2015-16 | 30   | 115  | 121  | 54   | 8    | 59     |
| 대전 KGC인삼공사 배구단 | 2016-17 | 28   | 71   | 24   | 12   | 4    | 8      |
| 대전 KGC인삼공사 배구단 | 합계    | 88   | 287  | 245  | 101  | 29   | 115    |
| GS칼텍스 서울 KIXX      | 2017-18 | 30   | 110  | 133  | 59   | 20   | 54     |
| 합계                    | 합계    | 118  | 397  | 378  | 160  | 49   | 169    |

## 수상 경력
- 2014-2015 한국 V리그 올스타